# 湾岸市川インターチェンジ
湾岸市川インターチェンジ（わんがんいちかわインターチェンジ）は千葉県市川市にある東関東自動車道のインターチェンジ。下り（成田・潮来）方面の流出入（下り線への流入と上り線からの流出）のみ可能なハーフICである。
1982年の開通当初から高谷JCTが開通する2018年までは東関東自動車道の実質的な起点となっていた。

## 道路
- E51 東関東自動車道（2番）

## 歴史
- 1982年（昭和57年）4月27日 : 首都高速湾岸線接続部（現：高谷JCT） - 宮野木JCT間開通に伴い、供用開始。

## 接続する道路
- 国道357号（東京湾岸道路）

## 料金所
- なし

## 周辺
- 京葉線 二俣新町駅
- コーナン湾岸市川モール

## 隣
E51 東関東自動車道
(1) 高谷JCT - (2) 湾岸市川IC - (2-1) 谷津船橋IC